# Iwan Żarski
Iwan Żarski (ukr. Іван Жарський, ur. 17 lutego 1860 w Bełzie, zm. 1 grudnia 1943 w Hłudnie) – ksiądz greckokatolicki, dziekan birczański w latach 1909–1918, dziekan dynowski w latach 1924–1943.
W 1878 ukończył gimnazjum we Lwowie, w latach 1878–1881 uczęszczał do seminarium duchownego we Lwowie, w 1882 ukończył seminarium duchowne w Przemyślu.
Żonaty, wyświęcony 1 kwietnia 1883. W latach 1883–1887 wikary w Siedliskach, w 1887 administrator parafii w Tarnawce, w latach 1887–1888 administrator parafii w Hłudnie, w latach 1888–1936 proboszcz tamże. Po wybuchu I wojny światowej aresztowany przez władze rosyjskie, przebywał kilka miesięcy w areszcie w Taganrogu.
W latach 1909–1910 administrator dekanatu birczańskiego, od 1910 do co najmniej 1918 dziekan birczański.